# トマス・ハワード (第4代ノーフォーク公)
第4代ノーフォーク公爵トマス・ハワード（英語: Thomas Howard, 4th Duke of Norfolk, KG, KB, PC、1536年3月10日 - 1572年6月2日）は、イングランドの貴族、廷臣。
ノーフォーク公爵家（ハワード家）の嫡男サリー伯爵ヘンリー・ハワードの長男であり、1554年に祖父の第3代ノーフォーク公爵トマス・ハワードの跡を継いで第4代ノーフォーク公爵となった。イングランド女王エリザベス1世の又従弟に当たる。3度の女子相続者との婚姻を通じて所領を拡大してイングランド最有力貴族となる。
明確にカトリックとは公言していなかったが、カトリック的な貴族であり、スコットランド女王メアリーとの結婚計画を進めたことでエリザベス女王に警戒されるようになり、1569年の北部諸侯の乱の際にロンドン塔に幽閉され、さらに1571年のリドルフィ陰謀事件に関与したとされて1572年に大逆罪で処刑された。
ノーフォーク公爵位は剥奪され、長男のフィリップ・ハワードは母方の爵位（第20代アランデル伯爵）のみ継承した。1660年に至って玄孫にあたる第23代アランデル伯爵トマス・ハワードが第5代ノーフォーク公爵に復権している。

## 生涯

### 生い立ち
1536年3月10日、サリー伯爵ヘンリー・ハワード（第3代ノーフォーク公爵トマス・ハワードの嫡男）とその夫人フランセス（旧姓ド・ヴィアー。第15代オックスフォード伯爵ジョン・ド・ヴィアーの娘）の間の長男として生まれる。
1542年に祖父ノーフォーク公の姪にあたる王妃キャサリン・ハワードが姦通で処刑され、祖父も徐々に国王ヘンリー8世の信任を失っていき、ついに1546年8月3日に至ってロンドン塔へ幽閉された。父サリー伯も自分の紋章に独断で王室の紋章を加えたとされて1547年1月21日に反逆罪で処刑された。祖父もロンドン塔で処刑を待つ身だったが、処刑日直前にヘンリー8世が崩御したため、処刑中止となった。
1553年7月のエドワード6世の崩御後、初代ノーサンバランド公ジョン・ダドリーがメアリー王女（後のメアリー1世）を無視してジェーン・グレイを女王に擁立しようとしたが、この際に祖父はメアリーを自分の所領にかくまったため、その功績でメアリー1世即位後の8月にノーフォーク公爵位に復権を果たした。

### メアリーの宮廷の廷臣として
彼も1553年9月に名誉を回復させ、バス騎士団ナイト(KB)に叙される。さらに1554年7月から8月にかけて女王メアリーの夫であるフィリップ王（スペイン皇太子。後のスペイン王フェリペ2世）の寝室侍従長（First Gentleman of the Bedchamber）を務めた。
1554年8月25日には祖父が死去し、18歳にして第4代ノーフォーク公爵位を継承することになった。
第19代アランデル伯爵ヘンリー・フィッツアランの娘メアリー・フィッツアラン、初代オードリー男爵トマス・オードリーの娘マーガレット、第4代デイカー男爵トマス・デイカーの未亡人エリザベスの3人と順次結婚したが、いずれにも先立たれた。しかし、彼女達は女子相続人でもあった為、ノーフォーク公とその子孫が領土を継承することになり、ノーフォーク公爵家はイングランド北部を本拠に全イングランドでも最有力の貴族となった。

### エリザベスの宮廷の廷臣として
1559年1月のエリザベス1世の戴冠式はノーフォーク公が軍務伯（紋章院総裁）として取り仕切った。エリザベス女王の母アン・ブーリンの母は第2代ノーフォーク公爵トマス・ハワードの娘であり、したがってノーフォーク公とエリザベス女王ははとこの関係にあたる。
1559年から1560年にかけてのスコットランド出兵では北部長官を務め、スコットランド侵攻部隊の指揮を執った。
1559年4月23日、女王の寵臣ロバート・ダドリー（後の初代レスター伯爵）とともにガーター騎士団(勲章)ナイト（KG）に叙される。しかしノーフォーク公は成り上がり者のダドリーと同等の扱いであることに不満があったという。1562年10月20日には枢密顧問官（PC）となったが、この時もレスター伯爵と同時就任だった。女王が仲裁を通じて絶対権力者として君臨し続けるため、意図的に対立している者同士を同時昇進させて対立を煽ったものと見られる。

### スコットランド女王メアリーとの結婚計画

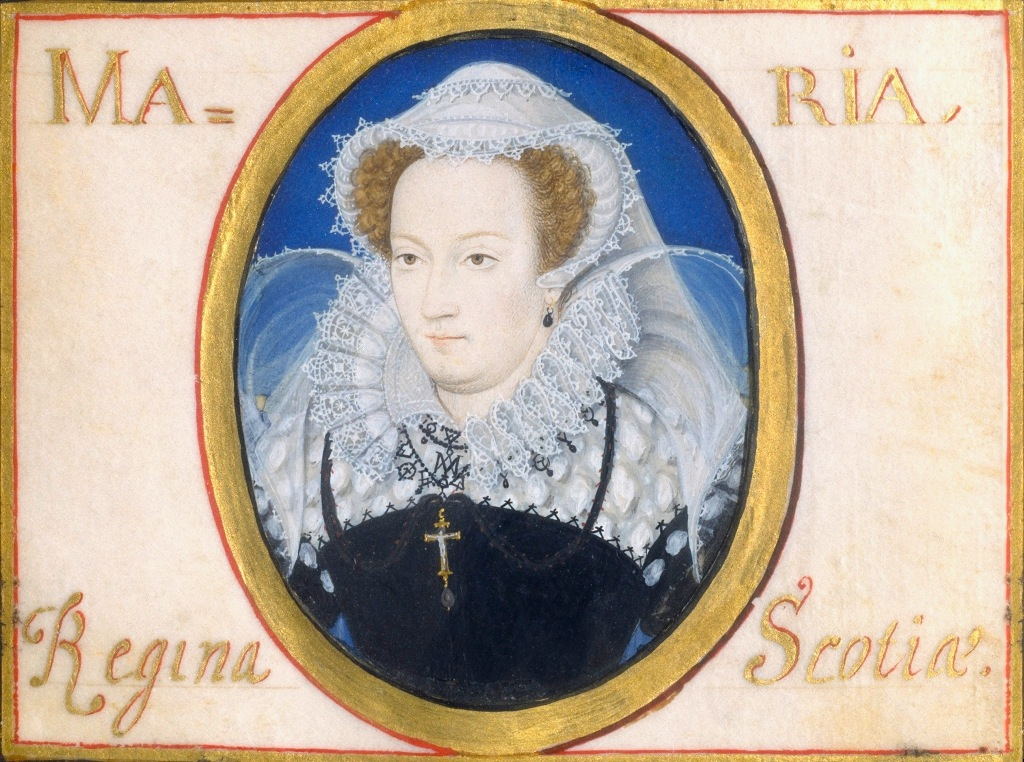
スコットランド前女王メアリー

1568年5月にカトリックのスコットランド前女王メアリー（プロテスタント貴族たちに王位を追われていた）がスコットランドを脱出してイングランドへ亡命し、エリザベスに援助を乞うたが、そのままイングランドで軟禁状態に置かれる事件があった。また同年12月にはネーデルラントでプロテスタント反乱の鎮圧に当たるアルバ公への軍資金を乗せたスペイン船がイングランドに漂着するも拿捕される事件があった。
こうした政治情勢から宮廷内ではレスター伯爵を中心に宰相ウィリアム・セシルを排除しようという動きが活発化し、第7代ノーサンバランド伯爵トマス・パーシーや第6代ウェストモーランド伯爵チャールズ・ネヴィルらカトリック北部諸侯の間ではメアリーをイングランド王位に付ける計画が推進されるようになった。メアリーもその計画に前向きであり、彼女は自分とノーフォーク公の結婚計画を積極的に推進し、北部諸侯（彼らは結婚計画にはあまり乗り気ではなかった）の同意を得た。
ノーフォーク公は自分はカトリックではないと主張していたが、最終的にはメアリーと結婚する決意を固めた。ただしノーフォーク公にとってこの結婚計画は大逆のためではなくイングランドの国益を考えてのことであった。エリザベスがメアリーをスコットランド女王に復位させた時、イングランド貴族が夫になっている方がスコットランドとイングランドの関係が好転させやすいし、またメアリーをカトリックの陰謀から引き離すことができるからである。しかしエリザベスがそのように捉える保証はなく、エリザベスが自分への大逆罪と認定した場合はノーフォーク公以下推進者は全員処刑されてしまうので、ノーフォーク公にとってもこの計画は博打だった。
エリザベス女王にいつ、どのような形で結婚計画を上奏するか思案しているうちに噂が宮廷中に広まり、1569年9月頃には宮廷内の緊張が高まった。計画から手を引いたレスター伯爵の告白を聞いた女王は「ノーフォーク公爵とメアリーが結婚すれば、私は4か月以内にロンドン塔送りとなるであろう」と激怒した。女王の召還を受けたノーフォーク公は、やむなく計画の一部始終を女王に上奏したが、女王から凄まじい叱責を受けた。これにより宮廷に居づらくなったノーフォーク公は1569年9月16日に女王の許可を得ることなく独断で宮廷を退去し、ロンドンの屋敷に引きこもり、病気を理由にして参内を拒否するようになった。

### ロンドン塔に投獄

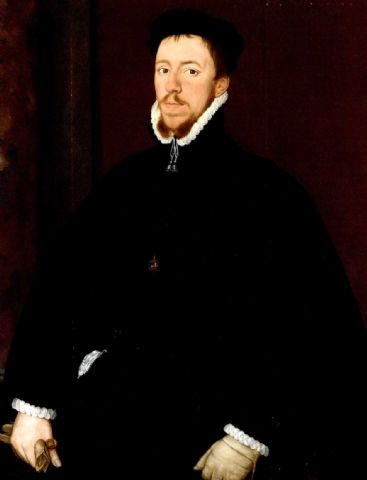
1565年に描かれたノーフォーク公の肖像画

1569年9月23日にノーフォーク公がノーフォークの居城ケニングホールへ移ったことで、女王は反乱準備と疑い、防衛向きのウィンザー城へ移った。
しかしノーフォーク公に反乱の意思はなく、彼はウェストモーランド伯に使者を送って反乱を思いとどまるよう説得にあたっていた。もともと結婚計画に関心がなかったカトリック北部諸侯はこれを無視し、11月にも「北部諸侯の乱」を起こしたが、急造の烏合の衆だったので政府軍がやってくる前に解散してしまい、蜂起は失敗に終わった。一方ノーフォーク公の方は9月30日にウィンザー城へ向かい、女王の慈悲を乞おうとしたが、逮捕されてロンドンの屋敷で謹慎処分となった。12月には北部諸侯と自分が無関係である旨の誓約書を書いたが、結局1570年1月にロンドン塔に投獄された。
エリザベスはノーフォーク公を処刑すると鼻息を荒くしたが、セシルからメアリーとの結婚を計画しただけで処刑にはできないと説得された。
1570年6月、今後二度とメアリーに近づかないという誓約書を書き、8月に至ってロンドン塔から釈放され、ロンドンの屋敷で謹慎生活に入った。しかしこの後もノーフォーク公はメアリーとの接触を続けた。

### リドルフィ陰謀事件
北部諸侯の乱鎮圧に激怒したローマ教皇は1570年2月にエリザベスを「王位僭称者、悪魔の召使」と認定し破門した。
1571年1月には教皇に忠実なフィレンツェの銀行家ロベルト・ディ・リドルフィがイングランドへやって来てメアリーと接触した。メアリーはリドルフィを仲介役にスペイン王やローマ教皇の援助を取り付けて、自分が王位に就くことを期待するようになり、ノーフォーク公にもその計画を伝えた。リドルフィは3月にもノーフォーク公の下を訪れ、スペイン王やローマ教皇に援助を求める手紙を書くよう迫ったが、ノーフォーク公はこれを拒否している。だがリドルフィは自分で手紙を書いてスペイン大使館に提出し、「ノーフォーク公は署名をしなかったが、趣旨には賛同している」旨を報告した。そしてリドルフィはメアリーとノーフォーク公の使者としてスペインへ向かった。リドルフィの報告を受けたスペイン王フェリペ2世もイングランド侵攻に前向きになった。
だが、リドルフィとスペインの動きはセシルやフランシス・ウォルシンガムらエリザベス近臣たちに逐一掴まれていた。彼らは関係者に対して行った拷問や通報などからノーフォーク公の関与を確信した。1571年9月7日にノーフォーク公は逮捕され、厳しい取り調べを受けた。その中でノーフォーク公は自分はリドルフィの活動に関与していないことを主張した。そのうえでノーフォーク公は次のような上奏文を書いて女王の慈悲を乞うた。

### 裁判と処刑
1572年1月15日、ノーフォーク公はウェストミンスター宮殿の星室庁裁判所にかけられ、「勅許を得ずにメアリーと結婚しようとした」「外国軍を招き入れて反乱を起こそうとした」「リドルフィの陰謀に加担し、大逆者たちにお金をばらまいた」とされて大逆罪で起訴された。
この裁判は有罪判決ありきの「見せしめ裁判」の色が強く、公平な裁判ではなかった。ノーフォーク公は弁護士を付けることが許されず、訴状の写しさえ見せてもらえなかった。ノーフォーク公の有罪を立証する証人たちがつぎつぎと証言台に立ったが、突っ込んだ尋問が行われることもなかった。ノーフォーク公は全ての起訴事実について無罪を主張したものの、結局26人の陪審員の全会一致で有罪判決を受けた。
女王はノーフォーク公の死刑執行命令書署名に際して動揺を見せた。1572年2月9日に死刑執行命令書に署名したが、その日の夜に取り消し、さらに署名・取り消しを三度も繰り返した。宰相の初代バーリー男爵ウィリアム・セシルがウォルシンガムに送った手紙によれば「陛下のお気持ちは様々に揺れ動いている。ある時は自分が危ない立場にあるという話をされて、正義は行われねばならないと結論する。しかし別の時にはノーフォーク公が自分に近い血縁だの、身分がとりわけ高いだのと話される」という状態であったという。
しかしこの時期には議会が召集されていた。庶民院は貴族院から出た、しかも「カトリック」の大逆者を許す気はなかった（庶民院はピューリタンが多く、従来よりカトリック弾圧強化を要求していた）。そのためノーフォーク公とメアリーの処刑を求める意見が庶民院の大勢だった。女王は（この段階では）メアリーの処刑には応じなかったが、代わりにノーフォーク公の処刑には応じ、ついに彼の死刑執行命令書に署名した。
1572年6月2日、ノーフォーク公は、セント・ポール大聖堂のアレクサンダー・ノーウェル首席司祭に付き添われロンドン塔のタワー・ヒル刑場の断頭台へ連行され、斬首された。36年の生涯だった。ノーフォーク公は最期の言葉として女王陛下への忠誠を宣言するとともに「自分は宗教という物がどんな物であるか分かっているのでカトリック教徒であったことはない」「人がこの場所で死を迎えることは好ましいことではないが、女王陛下の御代でそうなるのは自分が最初で最後になれば嬉しい」と語った。
彼の死後、ノーフォーク公爵位と公爵領は剥奪され、彼の長男であるフィリップ・ハワードは母方の爵位（第20代アランデル伯爵）の継承のみ認められた。その後ノーフォーク公爵位は3代88年にも渡って失われていたが、チャールズ2世の治世下の1660年に玄孫にあたる時の当主第23代アランデル伯爵トマス・ハワードがノーフォーク公爵位の復権を勅許され、第5代ノーフォーク公爵となった。

## 人物・評価

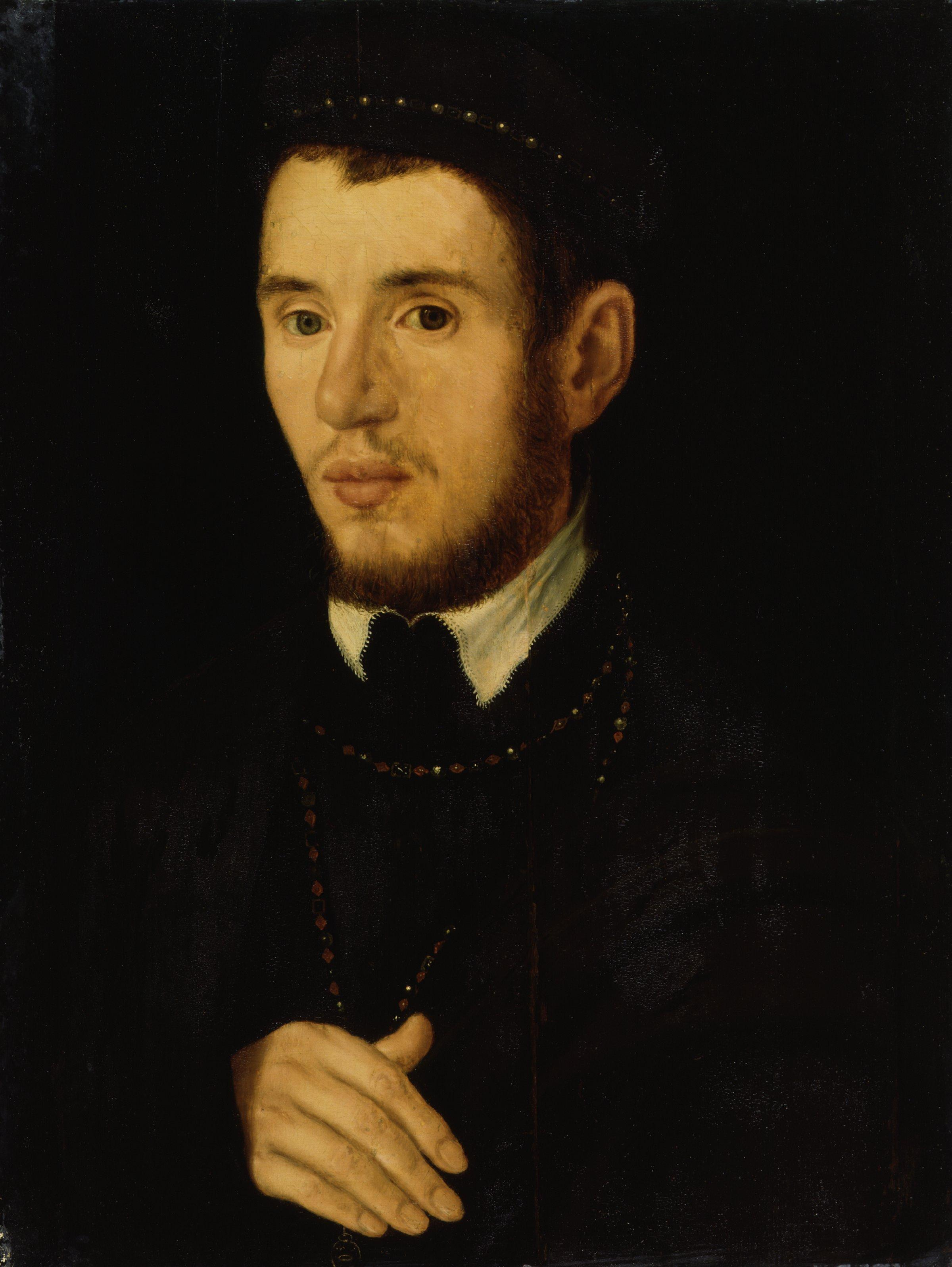
ノーフォーク公の肖像画

彼は当時イングランドでただ一人の公爵であり、貴族の筆頭だった。
クリストファー・ヒバートは「うわべはプロテスタントだが、カトリック的心情を強く持った男」「優柔不断でありながら、誇り高い野心家」「人間としての芯は決して強くなく、知的な能力・才能にも乏しかった」と評価している。
石井美樹子は「公爵はメアリーとの結婚問題で女王の勘気に触れた後、まるで意思を失った人間のようになり、周囲の陰謀家たちの危うい行動を黙認し、巻き込まれたのであろう。公爵がエリザベス女王への忠誠を断固たる態度で示していたら、リドルフィにつけ込まれることも、ブリュッセル、ローマ、マドリードで彼の名前が飛び交うこともなかったはずである」と論じている。
豪胆な人物であったらしく、「やさ男からは程遠く、踊ったり恋を囁いたりするのは不得手だが、敵を見れば決して逃げない」という寸評が残っている。
映画『エリザベス』の監督シェーカル・カプールは同映画のコメンタリーの中で公爵はウォルシンガムやセシルなど中産階級出身者を成り上がり者と見下しており、彼らを甘く見ていたことが命取りになったと述べている。

## 栄典

### 爵位
1553年に高祖父ジョン・ハワードが剥奪されていた以下の爵位を回復。
- 第13代モウブレー男爵 (13th Baron Mowbray)
(1283年の議会招集令状（英語版）によるイングランド貴族爵位)
- 第14代セグレイヴ男爵 (14th Baron Segrave)
(1295年の議会招集令状によるイングランド貴族爵位)

1554年8月25日の祖父トマス・ハワードの死去により以下の爵位を継承した。
- 第4代ノーフォーク公爵 (4th Duke of Norfolk)
(1483年6月28日の勅許状によるイングランド貴族爵位)
- 第3代サリー伯爵（3rd Earl of Surrey）
（1483年6月28日の勅許状によるイングランド貴族爵位）

### 勲章
- 1553年、バス騎士団(勲章)ナイト(KB)[6][3]
- 1559年4月23日：ガーター騎士団(勲章)ナイト(KG)[12]

## 家族

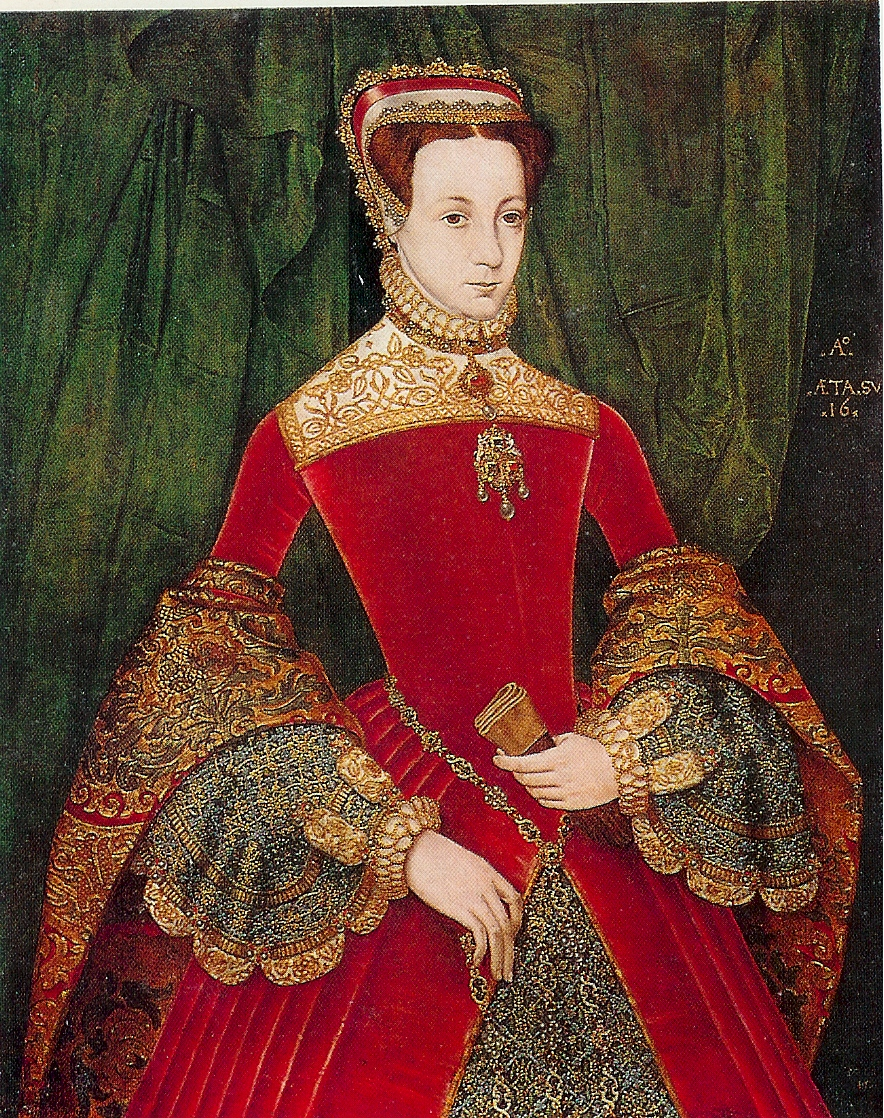
最初の妻メアリー・フィッツアラン

1555年に第19代アランデル伯爵ヘンリー・フィッツアランの娘メアリー・フィッツアランと結婚した。彼女との間に長男フィリップ（後の第20代アランデル伯爵）を儲けたが、1557年にメアリーは他界した。
ついで1558年に初代オードリー男爵トマス・オードリーの娘マーガレットと結婚し、彼女との間に長女マーガレット（第2代ドーセット伯爵ロバート・サックヴィルと結婚）、次男トマス（後の初代サフォーク伯爵）、三男ウィリアムを儲けている。三男ウィリアムの系統は後にカーライル伯爵位を得ている。マーガレットとは1563年に死別した。
1566年には第4代デイカー男爵トマス・デイカーの未亡人エリザベスと結婚したが、彼女との間の子供は誕生せぬまま、1567年に死別した。
なお三人の妻の死は全て出産が原因である。

## ノーフォーク公を演じた人物
- クリストファー・エクルストン（1998年イギリス映画『エリザベス』）
- ケヴィン・マクキッド（2005年イギリス・テレビ『ザ・バージン・クイーン（英語版）』）